# Ingen morgondag
Ingen morgondag är en svensk film från 1957 i regi av Arne Mattsson. I rollerna ses bland andra Jarl Kulle, Margit Carlqvist och Lars Ekborg.

## Handling
Filmen börjar i Karelen under Fortsättningskriget där kapten Viktor Aaltonen blir tillfångatagen och placerad i ett sovjetiskt fångläger i tio år. Tillbaka i Finland råkar han köra på en tioårig pojke så att denne omkommer. Filmen slutar med att han går in på polisstationen.

## Om filmen
Filmen var baserad på den finländske författaren Mika Waltaris roman med samma namn, översatt till svenska 1944. Waltari kom även att skriva filmens manus. 
Inspelningen ägde rum 1957 i Sandrewateljéerna i Stockholm samt i Helsingfors och Porkala i Finland. Producent var Jack S. Kotschack, fotograf Osmo Harkimo och klippare Lennart Wallén. Musiken komponerades av Einar Englund.
Filmen premiärvisades den 17 oktober 1957 på biografen Palladium i Stockholm. Den var 105 minuter lång och tillåten från 15 år.

## Rollista
- Jarl Kulle – Viktor Aaltonen
- Margit Carlqvist – Astrid Bergas
- Lars Ekborg – Raul Bergas, Astrids styvson
- Kolbjörn Knudsen – Bergas, Rauls far, Astrids man
- Allan Edwall – poet, Rauls vän
- Carl-Olof Alm – konstnären, Rauls vän
- Gunnar Olsson – Toivo Hietari
- Olof Widgren – doktor Linnamo, forskningschef
- Brita Öberg – fru Hietari

Ej krediterade
- Åke Lindman – förrymd fånge
- Axel Slangus – blind tiggare
- Henake Schubak – Bergas betjänt
- Eric Fröling – socialhjälpstjänsteman
- Anneli Sauli – konstnärens modell
- Jan Olov Andersson – pojke som visar mordplats
- Kari Sylwan – sekreterare på Bergas kontor

### Fotnoter
1. 1 2 3 4  ”Ingen morgondag”. Svensk Filmdatabas. http://sfi.se/sv/svensk-filmdatabas/Item/?itemid=4540&type=MOVIE&iv=Basic&ref=/templates/SwedishFilmSearchResult.aspx?id%3d1225%26epslanguage%3dsv%26searchword%3dingen+morgondag%26type%3dMovieTitle%26match%3dBegin%26page%3d1%26prom%3dFalse. Läst 26 mars 2013.